# Bolszaja Iżora
Bolszaja Iżora – osiedle typu miejskiego w Rosji, w obwodzie leningradzkim. W 2010 roku liczyło 3314 mieszkańców.
Znajduje się tu stacja kolejowa Bolszaja Iżora, położona na linii Petersburg - Wiejmarn.